# KOPRI
The Korea Polar Research Institute, KOPRI, är Sydkoreas institut för polarforskning. Forskningsverksamheten går tillbaka till 1987, men den nuvarande organisationen och namnet etablerades 2004. 
KOPRI driver forskningsstationerna  King Sejong  och Jang Bogo  i Antarktis och Dasan i Ny-Ålesund. Institutet äger även forskningsisbrytaren Araon. 